# Прароло
Прароло (итал. Prarolo) је насеље у Италији у округу Верчели, региону Пијемонт.
Према процени из 2011. у насељу је живело 315 становника. Насеље се налази на надморској висини од 119 м.

## Становништво
Према резултатима пописа становништва 2011. у општини је живело 672 становника.
| 1931. | 1936. | 1951. | 1961. | 1971. | 1981. | 1991. | 2001. | 2011. |
| ----- | ----- | ----- | ----- | ----- | ----- | ----- | ----- | ----- |
| 1.191 | 1.130 | 1.055 | 887   | 706   | 621   | 585   | 589   | 672   |